# 1899-es magyar teniszbajnokság
Az 1899-es magyar teniszbajnokság a hatodik magyar bajnokság volt. A bajnokságot június 15-én rendezték meg Budapesten, a BLTC Hermina úti pályáján.

## Eredmények
| Versenyszám  | Arany              | Arany | Ezüst            | Ezüst | Bronz                                 | Bronz |
| ------------ | ------------------ | ----- | ---------------- | ----- | ------------------------------------- | ----- |
| Férfi egyéni | Yolland Arthur MAC |       | Schmid Ödön BLTC |       | Segner Pál BBTESzentgyörgyi Imre BLTC |       |